# Jean Sans Lune
Jean Sans Lune est le 5e tome de la série de bande dessinée De cape et de crocs d'Alain Ayroles et Jean-Luc Masbou.

## Résumé
Retour dans l’immense grotte avec les Sélénites : au son d’une musique d’orchestre, le public s’approche de toute la troupe qui prend peur, mais c’est pour témoigner son admiration de la pièce qui a été jouée. En grande pompe apparaît « Monsieur frère du roi » de la Lune, le prince Jean, qui veut faire de Lope, Armand et tous ceux qui ont joué, sa troupe de théâtre personnelle. Néanmoins, il est très désappointé d’apprendre que personne n’a apporté de pierre de lune, malgré les innombrables messages envoyés dans les bouteilles.
Pendant ce temps, la musique effraie les hommes d’équipage du bateau pirate qui ont repris leurs esprits. 
Au même moment, Kader et Eusèbe attendent que le jour se couche pour envoyer la pierre de lune dans la lagune, et Kader raconte en partie son histoire : il recherche sa fille, Yasmina, enlevée par les Espagnols et devenue servante du vice-roi de Nouvelle Grenade à Maracaïbo. Eusèbe, ému, jure d’aider le raïs sitôt le trésor trouvé et se promet d’épouser Yasmina.
La soirée est consacrée au repos, et monsieur Apollon, qui organise les divertissements du prince Jean, explique la situation à Armand et Lope : les cartes au trésor envoyées, le matériel des naufrages récupéré au fil du temps. Arrive Mademoiselle, sœur du prince, très belle femme qui trouble Armand et Lope et attise la jalousie d’Hermine. Dans une pièce adjacente, la troupe réunie trouve de nombreux coffres remplis d’or, d’argent, de joyaux et autres pierres précieuses ; ébahis, ils questionnent monsieur Apollon qui leur explique  benoitement que ce n’est pas un trésor car sur la Lune « ça pousse sur les arbres ».
Tout le monde est présent le soir au souper du prince. Celui-ci, très imbu de lui-même, déclame des vers d’une tragédie qu’il a écrite. On apprend qu’une pierre de lune permettrait aux Sélénites de rentrer chez eux et c’est Bombastus qui se charge d’exposer ses théories « scientifiques » à ce propos. Comme le prince se désole de ne pas avoir cette pierre, Bombastus le détrompe en affirmant qu’Armand en possède une, bien qu’il ait eu ordre de rien dire sur le sujet. Le prince la veut, Armand refuse catégoriquement des s’en défaire car c’est un cadeau de Séléné. La situation s’envenime rapidement et les gardes interviennent : la rixe s’engage entre Lope et Armand d’un côté et les gardes de l’autre, puis la sœur du prince Jean qui défait Lope, à la surprise des deux comparses, grâce à la botte « à la un-deux-trois ». Armand rend les armes. 
Pendant que Kader et Eusèbe attendent le lever de la Lune, le prince Jean, qui a récupéré le collier d’Armand, promet aux deux héros enfermés dans une cage une mort atroce, plongés dans la lave d’un volcan, sauf s’ils lui troussent un joli compliment : Armand le brocarde en vers, le prince Jean est furieux, et pendant que la cage est lentement descendue, Kader et Eusèbe posent leur pierre de lune dans le mécanisme qui catapulte le bijou au milieu de la lagune, ce qui a pour conséquence de faire sonner l’alarme chez les Sélénites, à leur grande surprise, comme un coup de théâtre. Ils se précipitent donc vers la nef afin de  retourner dans leur astre, et non sans que le prince ait rendu le collier à Armand, celui-ci n’étant plus d’aucune utilité. Tandis que le captain Boone fuit avec les trois pirates chargés de coffres remplis de richesses, la cage remonte mystérieusement, le mécanisme enclenché par une main inconnue ayant laissé la rapière de Lope comme signature ; loup et renard se précipitent à la poursuite des Sélénites. Tous se rencontrent au même endroit : Boone, sa clique et leur chargement glissent par mégarde vers Armand et Lope ; bousculés, s’accrochant à des cordes, ils survolent la nef sélénite : Lope parvient à sauver Hermine et Bombastus est éjecté sur le quai pendant que le navire roule sur les rails jusque dans le lagon et de là commence à s’élever vers l’astre, poussé par une gigantesque gerbe d’eau dont le flux amène Lope, Armand, Hermine et Bombastus dans la salle où se tiennent Kader et Eusèbe. Les retrouvailles sont chaleureuses. Quant aux pirates, tombés à l’eau eux aussi, ils remontent sur leur navire.
Le lendemain, toute la troupe fait la fête sur la plage avec Sabado et les indigènes. Bombastus échafaude déjà de nouvelles théories pour construire un engin capable d’aller sur la Lune : le « Tétrodon ascensionnel ». 
Les jours suivants, la troupe essaye de récupérer en plongeant au fond de l’eau depuis un radeau les restes du trésor tombé à la mer, mais le résultat est bien maigre. Le poulpe retrouve ses « amis ». Hermine propose alors d’aller sur la Lune pour rapporter or et bijoux et sauver Andréo et Plaisant. Tous sont d’accord, et leur enthousiasme vient à bout des réticences de Lope : l’aventure est entreprise de concert.
Les temps suivants sont mis à profit pour fabriquer la nouvelle machine de Bombastus, jusqu’au jour où elle est mise à l’eau en direction de la lagune, tandis qu’une tempête se prépare à l’horizon. C’est dans cette tempête que se trouve le navire dirigé par Mendoza. Dans la lagune, Armand se sépare douloureusement du collier qu’il jette à l’eau afin d’activer le processus ascensionnel, mais le navire de Mendoza arrive sur ces entrefaites, bien décidé à en découdre : trop tard, le Tétrodon s’élève. Armand, apercevant Séléné sur le navire ennemi, se jette à l’aide d’une corde sur le pont prêt à se battre contre Mendoza. Tandis que le Tétrodon monte de plus en plus, Bombastus, fou de joie de voir ses théories confirmées, tombe à l’eau par mégarde, alors qu’à l’inverse Séléné, tenant la main d’Armand, s’élève inexplicablement dans le ciel vers le Tétrodon. Ils sont hissés à bord par leurs amis et le vaisseau se dirige tranquillement vers l’espace.